# Коридорас носатий
Коридорас носатий (Corydoras narcissus) — вид сомоподібних риб з роду Коридорас підродини Corydoradinae родини Панцирні соми. Інші назви «коридорас-нарцис», «лірохвостий коридорас», «коридорас Пуруса».

## Опис
Загальна довжина сягає 6,5-8 см. Зовнішністю схожий на вид Corydoras arcuatus, окрім форми морди. Спостерігається статевий диморфізм: самиця більша за самця. Голова витончена. Морда доволі витягнута. Очі середнього розміру. Є 2 пари вусиків. тулуб кремезний, дещо витягнутий. Спинний плавець високий з 1 жорстким та 8 м'якими променями. Грудні та черевні плавці трохи широкі. Жировий плавець трохи подовжений та низький. Хвостовий плавець з великою виїмкою, особливо в нижній частині.
Забарвлення сріблясто-сіре. Під очима проходить коса смуга чорного забарвлення. На спині, з боків, від спинного плавця проходить темна широка смуга, що переходить на нижню лопать хвостового плавця. Верхня половина спинного плавця трохи чорнувата. Жировий плавець з чорною облямівкою по задньому краю. Усі плавці є прозорими, але з розмитими плямами з боків (зникають з настання статевої зрілості).

## Спосіб життя
Це демерсальна риба. Воліє до прісної та чистої води. Утворює великі скупчення. Вдень ховається в річкових укриттях. Активний у присмерку та вночі. Живиться дрібними ракоподібними, особливо полюбляє равликів, а також хробаками і комахами.
Під час нересту самець стає територіальним, де тримається 2-3 самиці. Самиця відкладає на листя до 40 ікринок. Про кладку ніхто не турбується. Інкубаційний період становить до 5-7 днів. Мальки за 2 місяці досягають довжини 4 см.

## Розповсюдження
Поширено в басейні річки Пурус (притоку річки Амазонка) — у межах переважно Бразилії, частково Перу.